# Koki Nakamura
Koki Nakamura (født 20. maj 1992) er en japansk tidligere professionel fodboldspiller.
Han har spillet for flere forskellige klubber i sin karriere, herunder Fujieda MYFC.